# Robert Randau
Robert Randau, né Robert Arnaud le 16 février 1873 à Mustapha (Algérie) et mort le 4 août 1950 à Alger, est un administrateur colonial et écrivain français.

## Biographie
Robert Arnaud est né en Algérie en 1873 de l'interprète militaire Marc Arnaud (1835-1910) et de son épouse née Marie-Mathilde du Cheyron de Beaumont (1850-1942). Après des études de droit, il entre à l'École coloniale en 1896 mais en démissionne rapidement.
En 1898-1899 il est membre de la Commission des Compétents techniques au Soudan.
Le 19 avril 1900, il épouse Renée Battandier, fille du botaniste Jules Aimé Battandier. Le couple aura trois enfants : Maud, Robert et Colette.
Robert Arnaud accompagne Xavier Coppolani à Tombouctou et Araouane puis en Mauritanie, dans le Tagant et l'Adrar. Son chef meurt tragiquement en 1905.
Jusqu'en 1914 il est ensuite au Maroc, puis attaché au service des affaires politiques de l'Afrique-Occidentale française. Il a de hautes fonctions dans l'entre-deux-guerres au Soudan français et en Haute-Volta.
C'est également un des fondateurs de la littérature algérianiste, où il s'attache à décrire les populations musulmanes africaines. Son livre les Explorateurs, publié en 1911, est un récit romancé très proche de sa dernière mission avec Xavier Coppolani.
En 1940, l’Académie française décerne le prix Alfred-Née à celui qui fut surnommé « le Kipling africain ».

## Publications
Romans
- Rabbin, roman de mœurs juives, avec l'écrivain Sadia Lévy (1875-1951), Havard fils, 1896
- Onze journées en force, nouvelles, avec l'écrivain Sadia Lévy (1875-1951), Alger, Adolphe Jourdan, 1902
- Les Colons, roman de la patrie algérienne, Sansot, 1907 ; réédition Albin Michel, coll. « L'Algérie heureuse », 1926, 1978
- Le Commandant et les Foulbé, roman de la grande brousse, Sansot, 1910
- Les Algérianistes, roman de la patrie algérienne, Sansot, 1911 ; réédition Albin Michel, coll. « L'Algérie heureuse », 1978
- Les Explorateurs, roman de la grande brousse, Sansot, 1911 ; réédition Albin Michel, coll. « L'Algérie heureuse », 1929
- Celui qui s'endurcit, Sansot, 1913
- L'Aventure sur le Niger, roman de la grande brousse, Sansot, 1913
- Les Terrasses de Tombouctou, illustrations de Louis Ferdinand Antoni, Éditions du livre mensuel, 1920 ; réédition 1933
- Fantaisies sur l'éternel, Éditions du livre mensuel, 1920
- Cassard le berbère, Belles Lettres, 1921
- Le Chef des porte-plume, roman de la vie coloniale, Le Monde nouveau, 1922 ; réédition Albin Michel, coll. « L'Algérie heureuse », 1926
- À l'ombre de mon baobab, Le Monde nouveau, 1923
- La Ville de cuivre, roman d'aventures, Albin Michel, 1923
- Manuel du parfait explorateur, Baudinière, 1923
- L'Initiation de Reine Dermine, avec Albert Lantoine et Jean Royère, Fasquelle, 1925
- Le Grand Patron, roman d'AOF, Albin Michel, 1925
- L'Homme-qui-rit-jaune, Albin Michel, 1926
- L'Œil du monde, Éditions du monde moderne, 1927
- Diko, frère de la côte, Albin Michel, 1929
- Les Meneurs d'homme, Albin Michel, 1931
- Les Compagnons du jardin, avec Abd-el-Fikri (pseudonyme d'Abdelkader Hadj Hamou, 1891-1953)i, Donat-Montchrétien, 1933
- Des Blancs dans la cité des Noirs, Albin Michel, 1935
- Lucifer et son hôte, Guiauchin, 1936
- Sur le pavé d'Alger, Alger, Fontana, 1937

Essais
- Le Professeur Martin, petit bourgeois d'Alger, Alger, Baconnier, 1938
- Un Corse d'Algérie chez les hommes bleus : Xavier Coppolani le pacificateur, Alger, Imbert, 1939
- Isabelle Eberhardt, notes et souvenirs, Alger, Charlot, 1945 ; réédition 1989

Poésie
- Les dires de celui qui passe, Alger, Adolphe Jourdan, 1899
- Autour des feux de la brousse, Alger, Adolphe Jourdan, 1900 ; réédition Sansot, 1922

## Source
- Écrivains français d'Algérie et société coloniale 1900-1950, Éditions Kailash, « Les Cahiers de la Sielec no 5 », 2008